# Coetus Internationalis Ministrantium
Der Coetus Internationalis Ministrantium (lateinisch, ‚Internationale Ministrantenvereinigung‘, C. I. M.) ist ein Zusammenschluss diözesaner Beauftragter für die Ministrantenarbeit in der römisch-katholischen Kirche.

## Geschichte
Nach einer vorbereitenden Begegnung im November 1959 wurde der C.I.M. auf einem Treffen vom 14. bis 16. November 1960 in Altenberg bei Köln gegründet. Am 27. Januar 1967 wurde der C.I.M. dann kirchenamtlich für zunächst drei Jahre ad experimentum anerkannt.
Präsident ist seit dem 11. März 2025 der Bischof der Diözese Rottenburg-Stuttgart, Klaus Krämer.
Die wichtigste Veranstaltung des C. I. M. ist die alle vier Jahre stattfindende Ministrantenwallfahrt nach Rom. Hier treffen sich Ministrantinnen und Ministranten aus ganz Europa zu Austausch und Begegnung. Höhepunkt der Wallfahrt ist eine gemeinsame heilige Messe sowie eine Papstaudienz.

## Präsidenten
- Kanoniker Rudolf Hoomaert (B): 1960–1966
- Jean-Marie Maury, Erzbischof von Reims (F): 1969–1974
- Henri Jenny, Erzbischof von Cambrai (F): 1977–1981
- Paolo Magnani, Bischof von Lodi (I): 1983–1988
- Pierre Raffin, Bischof von Metz (F): 1988–1998
- Martin Gächter, Weihbischof Basel-Solothurn (CH): 1998–2010
- László Német SVD, Bischof von Zrenjanin (SRB): 2010–2019
- Jean-Claude Kardinal Hollerich SJ, Erzbischof von Luxemburg (L): 2019–2025
- Klaus Krämer, Bischof von Rottenburg-Stuttgart OESSH (D): seit 2025